# Petinomys genibarbis
Petinomys genibarbis är en däggdjursart som först beskrevs av Thomas Horsfield 1822. Den ingår i släktet Petinomys och familjen ekorrar. Inga underarter finns listade i Catalogue of Life.

## Beskrivning
Pälsen på ovansidan är rödbrun med grå underull. Den är fläckig i grått på den främre delen, och i rödgult mot bakänden. Undersidan är krämfärgad till matt orangegrå. Svansen är roströd med mörkare strimmor. Flyghuden har vit kant. Kring ögonen finns en kastanjebrun ring, och bakom dem finns en tydlig tuss med långa, mustaschliknande hår. Vid öronens bas finns en fläck med vita hår. Kroppslängden är 14 till 19,5 cm, ej inräknat den 15,5 till 19 cm långa svansen, och vikten varierar mellan 52 och 110 g.

## Utbredning
Arten förekommer på södra Malackahalvön, Sumatra, norra Borneo och östra Java.

## Ekologi
Petinomys genibarbis är en nattaktiv och trädlevande art som förekommer i låglänta Dipterocarpus-skogar med höga träd, både urskog och planterad sådan, troligen även i trädodlingar. På Malackahalvön kan den nå upp till 450 meter över havet. Födan består av nötter, frukt, unga skott och löv, späda grenar samt troligtvis också bark och insekter.
Efter en dräktighet på 53 dygn föder honan en unge, vilken till skillnad mot vad som är vanligt inom familjen är fullt utvecklad, seende, päls- och kloförsedd samt dessutom tämligen självständig.

## Bevarandestatus
IUCN kategoriserar arten globalt som sårbar och populationen minskar. Främsta orsakerna är habitatförlust till följd av skogsavverkning och uppodling.